# Kanton Cahors-Sud
Der Kanton Cahors-Sud war bis 2015 ein französischer Wahlkreis im Arrondissement Cahors, im Département Lot und in der Region Midi-Pyrénées; sein Hauptort war Cahors, Vertreter im Generalrat des Départements war zuletzt von 1998 bis 2015, wiedergewählt 2004, Gérard Miquel.
Der Kanton hatte im Jahr 2006 10.734 Einwohner (Stand: 2012).
Der Kanton umfasste Wahlberechtigte aus einem Teil der Stadt Cahors und weiteren vier Gemeinden. Die nachfolgenden Einwohnerzahlen sind jeweils die Gesamtzahlen der Einwohner:
| Gemeinde          | Einwohner Jahr | Fläche km² | Bevölkerungsdichte | Postleitzahl | Code INSEE |
| ----------------- | -------------- | ---------- | ------------------ | ------------ | ---------- |
| Arcambal          | 1007 (2013)    | –          | – Einw./km²        | 46090        | 46007      |
| Cahors            | 19.616 (2013)  | –          | – Einw./km²        | 46090        | 46042      |
| Labastide-Marnhac | 1189 (2013)    | –          | – Einw./km²        | 46090        | 46137      |
| Le Montat         | 1019 (2013)    | –          | – Einw./km²        | 46090        | 46197      |
| Trespoux-Rassiels | 803 (2013)     | –          | – Einw./km²        | 46090        | 46322      |